# Ladislav IV. Kumán
Ladislav IV. Kumán (maďarsky IV. Kun László, 5. srpna 1262 – 10. července 1290 pod hradem Körösszeg poblíž Varadína) byl synem Štěpána V. a kumánské princezny Alžběty, v letech 1272–1290 uherský a chorvatský král. Jeho manželkou byla Alžběta z Anjou, dcera neapolského krále Karla I. z Anjou. Žil nezřízeným životem a vyznával pohanské zvyklosti, byl dokonce exkomunikován. Za jeho vlády došlo k hlubokému úpadku uherské královské reputace a autority.

## Život
Za krále Uherska byl Ladislav korunován hned po smrti otce roku 1272 jako desetiletý. V době neplnoletosti za něj měla vládnout matka Alžběta, ale do její vlády se stále více pletli příslušníci nejbohatších uherských rodů, především chorvatský bán Joachim Pektari z rodu Gutkeledovců. V sedmdesátých letech se uskutečnil dvojitý sňatkový projekt, který spojil příbuzenskými vazbami novou sicilskou dynastii Anjouovců s Arpádovci – Ladislav se oženil s Isabelou a Karel Neapolský se oženil s uherskou princeznou Marií. Roku 1277 byl Ladislav uznán za plnoletého a začal vládnout samostatně.
O přízeň Uherska se v sedmdesátých letech ucházeli oba zájemci o římskoněmeckou korunu, Rudolf Habsburský i Přemysl Otakar II. Mladý Ladislav byl vnukem Bély IV. stejně jako Přemyslova druhá manželka Kunhuta Uherská (Mačevská, též Haličská), postavil se ale jednoznačně na stranu Habsburka a pokračoval tak v politice svého otce, který byl nesmiřitelným soupeřem českého krále. Ladislav Kumán se na Rudolfově straně zúčastnil jak Přemyslovy potupy před Vídní v roce 1276, tak rozhodující bitvy na Moravském poli v roce 1278. Uherské vojsko tehdy velkou měrou přispělo k české porážce i k smrti krále Přemysla.

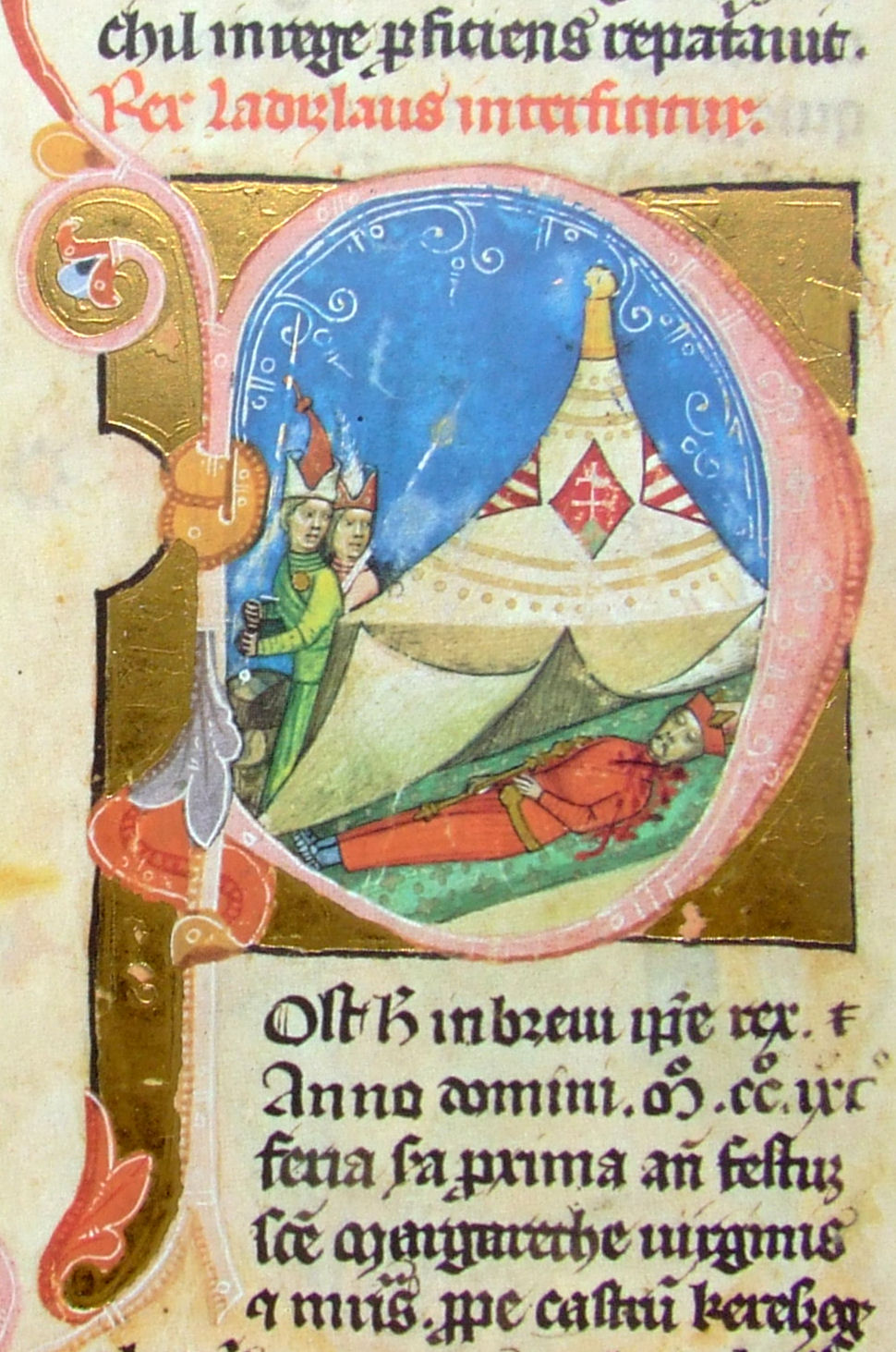
Ladislavova vražda (středověká iluminace)

Vnitřní situace v Uhrách se přes Ladislavovo velké vítězství stále zhoršovala. Na počínání Kumánů musela reagovat i papežská stolice. Legát Filip přicestoval osobně do Uherska, aby se přesvědčil o situaci a aby napomenul mladého krále. Tyto kroky však způsobily pravý opak. Ladislav se ještě víc přimkl ke Kumánům, jejichž divoký a nespoutaný život mu vyhovoval.
| „                  | Král Ladislav měl za manželku dceru krále Karla z Apulie. Manželským lůžkem však pohrdl a oddal se kumánským děvčatům, která se nazývala Edua, Cupchech a Mandula. Měl i mnoho dalších konkubín. Jejich láska jeho srdce nadobro zkazila a baroni i šlechtici v kraji ho znenáviděli… | “ |
| — Chronicum Pictum | |   |

Manželství bylo nešťastné. I když byl Ladislav přinucen slíbit nápravu, nic se nezměnilo – musel by úplně změnit způsob života.
| „                  | Legát přikázal Uhrům, aby si v rozporu s uherskými zvyky neholili brady, nestříhali vlasy a nenosili kumánské klobouky, což se už stalo v Uhersku běžným. Krále pod hrozbou církevní klatby nabádal, aby nenáviděl pohany, měl v úctě křesťanské mravy a žil v řádném manželství… | “ |
| — Chronicum Pictum | |   |

Papežský legát Filip, nevidě jinou možnost, vyhlásil nad zemí interdikt a Ladislava exkomunikoval z církve. Jen s velkým úsilím se uherským vyslancům podařilo přesvedčit samotného papeže, aby trest zmírnil. V roce 1280 je však Filip opět v Uhersku. Na setkání s králem a jeho matkou žádal přijetí ráznych opatření proti pohanům. Sliby byly tentokrát písemné, ale opět se nic nezměnilo. Od září 1286 do srpna 1287 byla zapuzená královna Isabela internována v dominikánském klášteře sv. Marie na Zaječím ostrově pod dohledem Ladislavovy sestry Alžběty. Byla propuštěna až na přímluvu ostřihomského arcibiskupa Ladoméra.
S počínáním krále a jeho kumánské družiny byla stále více nespokojena i šlechta. Někteří její představitelé se dokonce pokusili krále sesadit. To ho přivedlo k myšlence pozvat si na pomoc Tatary. A tak v letech 1285, 1287 a 1288 přicházejí do země Tataři, aby mu pomohli zkrotit odbojnou šlechtu. Strašně poplenili zejména východní Slovensko. To byl důvod pro otevřený boj. Povstali Kysečtí, Boršovci, ale i spišští měšťané. Král utrpěl několik porážek. Po výměně papeže se mu nový muž na papežském stolci Mikuláš IV. dokonce chystal vyhlásit křížovou výpravu. K tomu však nedošlo. 10. června 1290 zavraždili Ladislava IV. tři Kumáni v táboře pod hradem Chersig.